# Jimlín
Jimlín (deutsch Imling) ist eine Gemeinde in Tschechien. Sie liegt sechs Kilometer südwestlich von Louny und gehört zum Okres Louny.

## Geographie
Jimlín befindet sich nördlich der Džbán-Berge am Rande des Nordböhmischen Beckens. Das Dorf liegt am Fuße des Schlosses Nový Hrad an der Einmündung des Baches Maruška in die Hasina. Durch den Ort führt die Bahnstrecke Rakovník–Louny.
Nachbarorte sind Zeměchy und Březno im Norden, Louny und Cítoliby im Nordosten, Líšťany im Osten, Zbrašín im Südosten, Hořany und Touchovice im Süden, Opočno im Südwesten, Lipenec und Hasina im Westen sowie Skupice und Malnice im Nordwesten.

## Geschichte
Die erste schriftliche Erwähnung des Dorfes erfolgte 1267 im Zusammenhang mit einem Chotěboř von Jimlín. Einer seiner Nachfahren, Záviš von Jimlín, stand in Diensten Johann von Luxemburgs und kämpfte 1346 in der Schlacht von Crécy. Das Vladikegeschlecht von Jimlín erlosch 1453 und das Erbe fiel Albrecht Bezdružický von Kolowrat zu, der die Güter mit Opočno vereinigte. Da die aus dem 14. Jahrhundert stammende Feste nicht mehr bewohnbar war, diente die Feste Opočno als herrschaftlicher Sitz. Zwischen 1465 und 1474 errichtete Albrecht von Kolowrat an Stelle der alten Feste die Burg Nový Hrad (Neuschloß) als repräsentativen Herrschaftssitz. Am Fuße der Burg entstand ein großer Fischteich. Dieser Teich brach im 16. Jahrhundert mehrmals und wegen der dadurch entstandenen Überflutungen in der Saazer Vorstadt kam es zu gerichtlichen Auseinandersetzungen zwischen dem Rat zu Louny und den Herren von Nowohradsky-Kolowrat. Wolf Nowohradsky-Kolowrat verkaufte die Herrschaft 1573 an Johann d. Ä. Popel von Lobkowitz. Weitere Besitzer waren u. a. Václav Franěk von Liběchov, die Vřesovec von Vresovice, Johann von Aldringen und das Prämonstratenserkloster Strahov. In dieser Zeit wurde die Burg schrittweise zu einem Renaissanceschloss umgestaltet. Während des Dreißigjährigen Krieges wurde das Schloss mehrmals geplündert, bereits bei der Belagerung von Louny durch Albrecht von Waldstein stürmten Untertanen das Schloss und bemächtigten sich der Vorräte. Die Prämonstratenser verkauften die verwüstete Herrschaft an Christian Wilhelm von Brandenburg. Nachfolgend gehörte die Herrschaft Gustav Adolph von Varrensbach, Anna von Löwenegg und ab 1767 den Fürsten zu Schwarzenberg. Damit verlor das Schloss seine Funktion als Herrensitz und diente als Verwaltungssitz, Militärspital, Kaserne und letztlich als Wirtschaftshof. Gepfarrt war Jimlín nach Opočno. Der Ort lag an der tschechisch-deutschen Sprachgrenze und hatte im Jahre 1828 340 Einwohner.
Nach der Aufhebung der Patrimonialherrschaften bildete Jimlín / Imling ab 1850 eine Gemeinde im Bezirk Postelberg. Ab den 1860er Jahren trug die Gemeinde den Namen Spojená obec Jimlín, Opočno a Nové Hrady /Ortschaften Opočno, Neuschloß und Imling. 1869 beantragte die Gemeinde in Prag erfolglos die Überweisung in den Launer Gerichts- und politischen Amtsbezirk. Nach der Auflösung des politischen Bezirks Postelberg wurde sie dem Bezirk Saaz zugewiesen und verblieb beim Gerichtsbezirk Postelberg. Am 24. September 1904 wurde durch die Eisenbahn Rakonitz–Laun der Zugverkehr auf der Bahnstrecke Rakovník–Louny aufgenommen. Ab 1921 bildete das gemischtsprachige Dorf Opočno eine eigene politische Gemeinde. Bei der im selben Jahre erfolgten Volkszählung lebten in Jimlín einschließlich des Ortsteiles Nový Hrad 706 Menschen, die ausschließlich der tschechischen Volksgruppe angehörten. 1930 lebten in Jimlín 784 Menschen. Nach dem Münchner Abkommen verblieb der Ort 1938 bei der Tschechoslowakei und wurde dem Okres Louny angeschlossen. Mit Beginn des Jahres 1961 wurden Opočno und Zeměchy eingemeindet. 1981 kam das Jimlín als Ortsteil zu Hřivice. Im November 1990 entstand die Gemeinde wieder.
Zu Beginn des 21. Jahrhunderts begann die Sanierung und Restaurierung des verfallenen Schlosses.

## Gemeindegliederung
Die Gemeinde Jimlín besteht aus den Ortsteilen Jimlín (Imling) und Zeměchy (Semiech), die zugleich auch Katastralbezirke bilden. Grundsiedlungseinheiten sind Jimlín, Jimlín-sever, Nový Hrad (Neuschloß) und Zeměchy.

## Sehenswürdigkeiten
- Schloss Nový Hrad, das zuletzt stark verwahrloste Schloss wird seit 2001 saniert. Im Jahre 2008 wurde ein Teil des Bauwerks wieder zugänglich. Seit 2009 befindet sich darin eine Ausstellung des Museums Louny und es dient als kultureller Veranstaltungsort
- Kapelle in Jimlín
- Kapelle des hl. Johannes von Nepomuk in Zeměchy, errichtet in der zweiten Hälfte des 18. Jahrhunderts
- Gedenkstein für Karel Lím in Zeměchy

## Söhne und Töchter der Gemeinde
- Karel Lím (1875–1958), Lehrer und Begründer des tschechischen Erzgebirgstourismus, geboren in Zeměchy